# 方花蟹蛛
方花蟹蛛（学名：Xysticus quadratus）为蟹蛛科花蟹蛛属的动物。在中国，分布于四川等地。该物种的模式产地在四川理塘康嘎。